# Oració coordinada
Les oracions coordinades són oracions compostes unides mitjançant una conjunció. Es caracteritzen pel fet que, a diferència de les subordinades, si se separen, les dues frases poden funcionar independentment, és a dir, l'una no depèn de l'altra per tenir sentit. Estan en un mateix nivell sintàctic.
Ex.: No em puc concentrar, però miraré de fer-ho.

## Tipus de coordinades en català
Les oracions compostes coordinades es divideixen en:
- Copulatives: unió o addició.

Nexes: i, ni
Ex.: La Maria jugava a pilota i el Pere saltava.
- Disjuntives: presenten diferents opcions.

Nexes: o, o bé
Ex.: Anem al cinema o anem al parc?
- Distributives: distribució.

Nexes: ni...ni, o...o, ara...ara, els uns...els altres, adés... adés, etc.
Ex.: Ni és feliç ni ho serà mai.
- Adversatives: manifesten una oposició.

Nexes: però, sinó que
Ex.: No ha fet els deures, sinó que ha mirat la televisió.
- Explicatives: aclareixen.

Nexes: és a dir, o sigui, això és
Ex.: Neda com un peix, és a dir, es mou amb facilitat per l'aigua.
- Il·latives: expressen una deducció.

Nexes: doncs, per tant, per consegüent
Ex.: Plou? Doncs no sortirem.
- Continuatives: Expressen successió.

Nexes: encara, així mateix, fins i tot,
Ex.: Va aprovar totes les assignatures i encara va treure dues matrícules.